# Emanuele Birarelli
Emanuele Birarelli (Senigália, 8 de fevereiro de 1981) é um jogador de voleibol da Itália.

## Biografia
Birarelli estreou na Serie A1 do campeonato italiano em 1998 pelo Sira Cucine Falconara. Permaneceu no clube até 2003, quando foi diagnosticado com uma isquemia no braço que o obrigou a ficar longe das quadras por dois anos.
Ele voltou a jogar vôlei em 2005, inicialmente no Pineto, depois pelo Verona e a partir de 2007 pelo Trentino, com o qual ele ganhou um título nacional em 2008. No mesmo ano, ele debutou na seleção italiana. Em 2009, ele venceu a liga dos campeões da europa com o Trentino, um feito que repetiu-se no ano seguinte.
Em 2016, representou seu país nos Jogos Olímpicos de Verão no Rio de Janeiro.

## Principais títulos
- Campeonato Mundial de Clubes (4): 2009, 2010, 2011, 2012
- Liga dos Campeões da CEV (3): 2009, 2010, 2011
- Campeonato Italiano (3): 2008, 2011, 2013
- Copa da Itália (3): 2010, 2012, 2013
- Supercopa Italiana (1): 2011